# Lukas Nola
Lukas Nola (Zagreb, 31 de març de 1964 - 29 d'octubre de 2022) va ser un director de cinema i guionista croat. Va guanyar el Premi Arena d'or al millor director el 2000.

## Filmografia
- Dok nitko ne gleda (Telefilm, 1993)
- Svaki put kad se rastajemo (telefilm, 1994)
- Rusko meso (1997)
- Nebo, sateliti (2000)
- Sami (Sami, 2001)
- Pravo čudo (2007)
- Šuti (2013)